# St. Ottilia (Diemantstein)

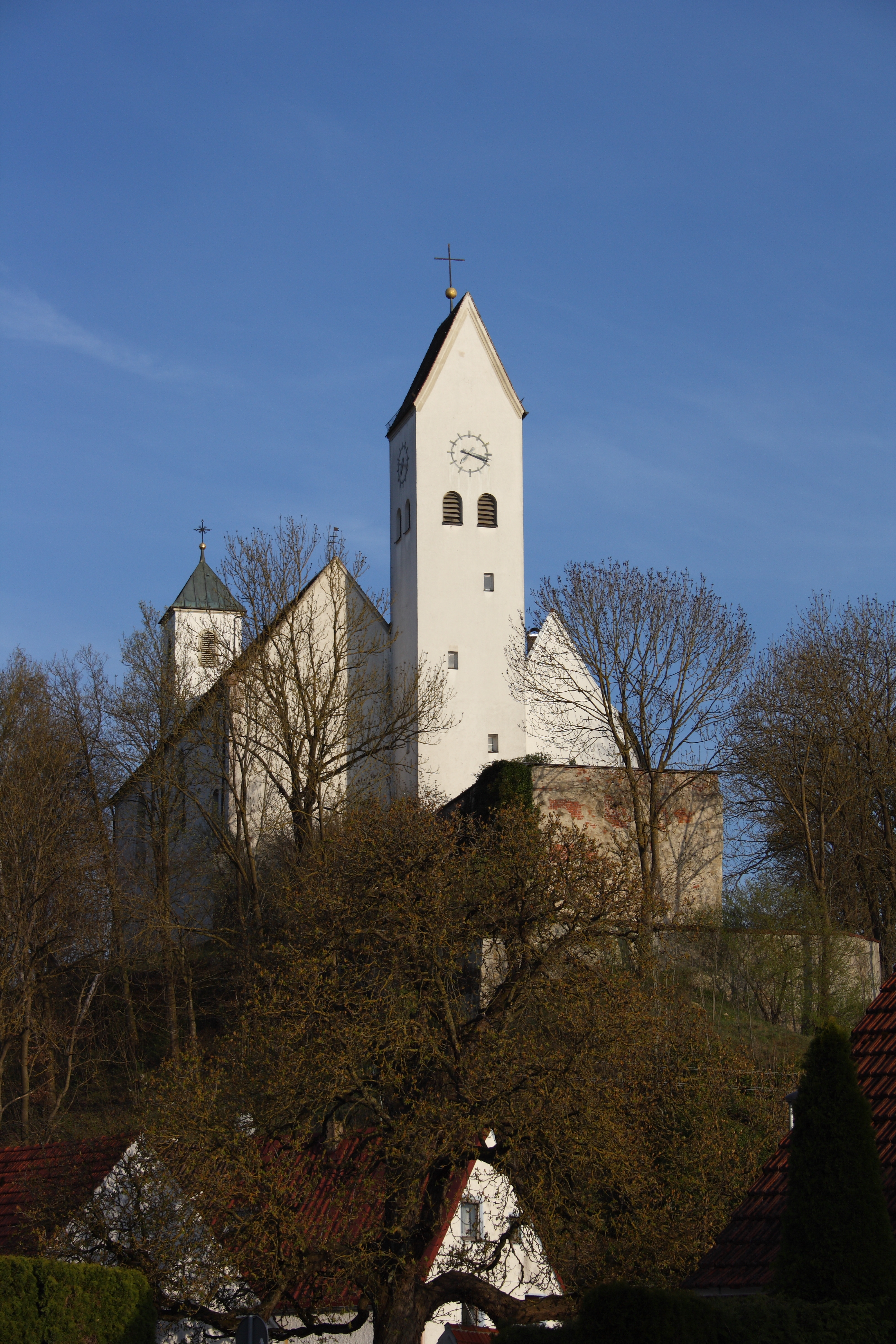
St. Ottilia in Diemantstein

Die römisch-katholische Pfarrkirche St. Ottilia steht in Diemantstein, einem Gemeindeteil des von Bissingen im Landkreis Dillingen an der Donau in Bayern. Das Bauwerk ist in der Liste der Baudenkmäler in Bissingen (Bayern) als Baudenkmal unter der Nr. D-7-73-117-14 eingetragen. Die Pfarrei gehört zum Dekanat Dillingen des Bistums Augsburg.

## Beschreibung
Die Saalkirche wurde 1761 am Platz der abgegangenen Burg Diemantstein durch das Hochstift Augsburg errichtet. Das Langhaus wurde 1876 nach dem Einsturz des Kirchturms an dessen Süd-Ost-Ecke nach Südosten verlängert. Der Turm wurde anschließend an der neuen Stelle wieder aufgebaut und mit einem Pyramidendach bedeckt. 1963 erfolgte vor der Süd-West-Ecke des Langhauses der Anbau eines weiteren Kirchturms mit abschließendem Satteldach.
Zur Kirchenausstattung gehören ein von den Statuen des heiligen Ulrich und der heiligen Afra flankierter Hochaltar, der im Altarauszug eine Darstellung der heiligen Ottilia zeigt, und zwei Seitenaltäre, deren Altarretabel Matthäus Günther 1761 bemalt hat.